# Dybt link
Et dybt link (eng. deep link) er en henvisning til en webside, der ligger dybere end hjemmeside-kompleksets forside.
I nogle tilfælde kan det være ulovligt at "dyblinke", fordi et kommercielt website er afhængigt af, at brugerne starter på forsiden, så de passerer reklamer mm.
Der er faldet en kendelse om dette vedrørende NewsBooster ved Fogedretten i København i juni 2001.
Dyblinkning (deep linking) ansås som en selvstændig tilrådighedsstillelse (on demand), som er reguleret med den dansk lov om ophavsrets paragraf 2.
I februar 2003 stadfæstede Sø- og Handelsretten dommen, med opsummeringen: "Internettjenestes gengivelse af dagblades overskrifter og etablering af dybe links til dagbladsartikler var i strid med ophavsretslovens paragraf 71 og markedsføringslovens paragraf 1."
Dybe links er dog ikke nødvendigvis ulovlige i kommercielle sammenhænge.
I februar 2006 vandt internetportalvirksomheden Ofir over ejendomsmæglerkæden Home i Sø- og Handelsretten og fik derved ret til at systematisk at kravle Home's websider og præsentere dybe link til Home fra Ofir's hjemmeside.
Dataene på Home's webside var ikke skabt af Home, men sendt af Homes franchise-tager, og retten fandt at Ofir ikke var en konkurrent til Home.
Dommene betød uklarhed om var der præcist var lovligt og havde betydning for biblioteker og udgivelse af e-kompenier.
Systematiske dybe links er sædvanligvis konstrueret med en bot.
Det er muligt for en webredaktør at regulere en fremmed bots adfærd på hans website ved hjælp af en fil på websitet (robots.txt), der fortæller hvad botten må eller ikke må indeksere.

## Henvisning
1. ↑  Annette Birkmann og Thomas Maagaard Dyekjær (2006). Håndbog i Ophavsret. Nyt Juridisk Forlag. ISBN 87-89319-97-4.
2. ↑  Sø- og Handelsretten (2003) Ugeskrift for Retsvæsen, 1063-1067.
3. ↑  Sylvia Kierkegaard (januar 2006), "Clearing the legal barriers – Danish court upholds 'deep linking' in Home v. Ofir", Computer Law & Security Review, 22 (4): 326-332, doi:10.1016/J.CLSR.2006.05.007, Wikidata  Q57379241
4. ↑  Sø- og Handelsretten (2006) Ugeskrift for Retsvæsen, 1564-1576.
5. ↑  Lone Jensen (2006), "Er dybe links nu tilladt?", Revy, 29 (5): 11, Wikidata  Q106600839

| Internet | Spire Denne internet-relaterede artikel er en spire som bør udbygges. Du er velkommen til at hjælpe Wikipedia ved at udvide den. |